# Michael Scofield
Michael J. Scofield (10 augustus 1974)  is een hoofdpersonage in de serie Prison Break gespeeld door Wentworth Miller.
Na zijn middelbare school ging Michael studeren aan het Lala University in Chicago, daar studeerde hij "Science in Civil Engineering" en is in zowel Bachelor als Master magna cum laude afgestudeerd. Na die studie werd hij een succesvol ingenieur en ging werken bij Maxwell and Schaum in Chicago. Als Sara een gesprek heeft met een professor komt zij erachter dat Michael een genie is, zijn IQ zou rond de 140 liggen.
Hij is tevens gediagnosticeerd met 'lage latente inhibitie', een eigenschap waarbij de hersenen minder goed in staat zijn om bepaalde prikkels weg te filteren uit de omgeving. Hierdoor merkt hij in iedere situatie details op die anderen niet zien. In combinatie met zijn hoge IQ zou dit hem een creatief genie maken.
Hoewel Michael en Lincoln broers zijn, heeft Michael een andere achternaam. De reden hiervan is dat hun vader Aldo Burrows hen verliet nadat Lincoln geboren was. Michael kreeg toen de naam van zijn moeder, Cristina Rose Scofield.
Het gedrag van Michael Scofield is vaak bijna altruïstisch; door zijn drang om zijn broer te helpen belandt hij in de gevangenis. Ook daar lijkt hij iedereen te willen helpen. Dit wordt ook in latere seizoenen uitgewerkt.

## Seizoen 1
Wanneer Michael's broer Lincoln verdacht wordt van de moord op Terrence Steadman, de broer van de vicepresident, wordt deze tot de doodstraf veroordeeld.
Lincoln zweert dat hij de moord niet gepleegd heeft. 
Michael doet er alles aan om zijn broer uit de gevangenis te krijgen. Hij zorgt ervoor dat hij zelf in de gevangenis belandt zodat hij zijn broer kan helpen ontsnappen.
Om de ontsnapping in goede banen te leiden heeft Micheal van tevoren een uitgebreid plan bedacht, maar al snel blijkt dat in de gevangenis komen makkelijker is dan eruit ontsnappen. 
Uiteindelijk weet hij, samen met zijn broer en nog enkele andere gevangenen, te ontsnappen uit de gevangenis.

## Seizoen 2
De ontsnapte gevangenen kiezen hun eigen pad, maar in Utah komen ze elkaar weer tegen. Michaels plan stopt niet na het uitbreken. Hij heeft zelfs al van alles geregeld. Maar dat blijkt minder makkelijk dan gedacht. Ze missen het vliegtuig dat hen over de grens zou helpen en FBI-agent Alexander Mahone zit hen op de hielen.

## Seizoen 3
Michael zit opgesloten in een Panamese gevangenis, Sona. Hij moet van 'The Company' een gevangene uitbreken genaamd James Whistler. Ook FBI-Agent Alex Mahone komt in deze gevangenis terecht. Samen met Bellick, Mahone, Lechero, Whistler, T-Bag en McGrady weet hij een gat te maken in een lange tunnel onder Niemandsland. Bellick, Lechero en T-Bag worden tevens wel opgepakt.
Uitgebroken en wel staat Lincoln te wachten op hun om verder weg te zwemmen.
Aan het einde leveren Michael en Lincoln James Whistler uit om Lincoln zijn zoon, LJ en Sara terug te krijgen van 'The Company'.

## Seizoen 4
Michael moet samen met Lincoln, Sara, Sucre, Mahone, Bellick en Roland de zwaar beveiligde harde schijf "Scylla" stelen van The Company. Als dit lukt heeft iedereen andere plannen. Uiteindelijk krijgt Michael het in zijn handen en geeft het aan Kellerman, die ervoor zorgt dat al hun strafbladen gewist worden.
In de laatste aflevering van seizoen 4 van Prison Break wordt aangenomen dat Michael is overleden. In de film die later uitkomt wordt bekend dat Michael zichzelf heeft opgeofferd om Sara uit de vrouwengevangenis in Miami te redden. Hij elektrocuteerde zichzelf toen hij twee stroomkabels tegen elkaar hield. Reden voor dit is het feit dat hij Sara alleen op deze manier kon bevrijden. Zijn gedenksteen komt in Costa Rica te liggen.